# سيد عيد
سيد عيد ، ممثل مصري .

## عن حياته
ممثل مصري شارك في العديد من الأعمال التلفزيونية والسينمائية .

## من أعماله

### المسلسلات
- دنيا جديدة
- شاهد اثبات
- الطريق إلى الحقيقة
- راجعلك يا اسكندرية
- عباد الرحمن

### السهرات التلفزيونية
- دي غلطتك
- شكرا جدتي

### السيت كوم
- عفاريت محرز

### السينما
- أيام صعبة
- أريد خلعاً

### الفوازير
- عفاريت مراتى

## روابط خارجية
- سيد عيد على موقع قاعدة بيانات الأفلام العربية